# Бурель, Игорь Иосифович
Игорь Иосифович Бурель (род. 26 января 1959) — советский белорусский легкоатлет, специалист по бегу на короткие дистанции. Выступал на всесоюзном уровне в конце 1970-х — начале 1980-х годов, серебряный и бронзовый призёр чемпионатов СССР, победитель первенств всесоюзного и республиканского значения, действующий рекордсмен Белоруссии в эстафете 4 × 200 метров. Представлял Минск и Вооружённые силы.

## Биография
Игорь Бурель родился 26 января 1959 года. Занимался лёгкой атлетикой в Минске, выступал за Белорусскую ССР и Вооружённые силы.
Впервые заявил о себе на всесоюзном уровне в сезоне 1978 года, когда на чемпионате СССР в Тбилиси с белорусской командой выиграл бронзовую медаль в программе эстафеты 4 × 200 метров.
В 1980 году стартовал в беге на 100 метров на зимнем чемпионате СССР в Москве, установил личный рекорд 10,78, но в число призёров не попал.
В 1981 году на чемпионате СССР в Москве завоевал серебряную награду в эстафете 4 × 200 метров, установив при этом ныне действующий рекорд Белоруссии — 1.24,21.
В 1982 году в 100-метровой дисциплине одержал победу на домашних соревнованиях в Минске.
Впоследствии работал тренером по физической подготовке в футбольном клубе «Минск».